# Ervenik
Ervenik (Italiaans: Ervenico; Servisch: Ервеник) is een gemeente in de Kroatische provincie Šibenik-Knin.
Ervenik telt 988 inwoners. De oppervlakte bedraagt 212,08 km², de bevolkingsdichtheid is 4,7 inwoners per km².
Steden (gradovi): Šibenik · Drniš · Knin · Skradin · Vodice

Gemeenten (općine): Bilice · Biskupija · Civljane · Ervenik · Kijevo · Kistanje · Murter-Kornati · Pirovac · Primošten · Promina · Rogoznica · Ružić · Tisno · Tribunj · Unešić